# Plectiscidea grahamica
Plectiscidea grahamica är en stekelart som beskrevs av Dasch 1992. Plectiscidea grahamica ingår i släktet Plectiscidea och familjen brokparasitsteklar. Inga underarter finns listade i Catalogue of Life.